# تكرار مغاير
التكرار المغاير في البلاغة هو تكرار الكلمة أو العبارة بمعنى مختلف أو عكسيو هو نوع شائع من الجناس، ويُرى كثيرًا في الشعارات. أما الجناس المُتشابه فهو الجناس الذي اتفق فيه المتجانسان خطًا وكان أحدهما مركبًأ.

## أمثلة
قال الشاعر في مثال على التكرار المتغاير:
والتكرار المغاير هنا في كلم ثقلت

وقال في المثال على الجناس المتشابه: